# Subvence
Subvence (z lat. sub-venire, přijít na pomoc) znamená systematickou hmotnou podporu nebo výpomoc z veřejných prostředků. Nepoužívá se pro veřejné výdaje na školství, zdravotnictví, obranu, sociální pomoc a podobně, kde se z veřejných prostředků hradí většina nákladů.

## Význam
Subvencemi stát (kraj, obec) podporuje nějaký obor činnosti (kulturu, sport, zemědělství), postiženou oblast, sociálně slabou vrstvu a podobně. Smyslem může být podporovat veřejně prospěšnou činnost, která by se jinak nerozvíjela, podporovat nějaké odvětví hospodářství, povzbudit podnikání nebo vyrovnávat rozdíly mezi oblastmi. Subvence nejen podporují dlouhodobou ekonomickou stabilitu, ale také pomáhají vládám reagovat na ekonomické otřesy během recese nebo v reakci na nepředvídané události, jako je například pandemie COVID-19. Zde subvence funguje jako efektivní finanční pomoc poskytovaná v době, kdy ekonomika prochází ekonomickými obtížemi. 
Subvence může mít podobu přímé dotace, zvýhodněného úvěru, zaručené ceny, záruk za půjčku, snížení daně a podobně. Kromě toho mohou být široké nebo úzké, legální nebo ilegální, etické nebo neetické. 
Subvence mají ekonomický vliv na domácí i na mezinárodní úrovni. Na domácí úrovni ovlivňují subvence rozhodování o alokaci domácích zdrojů, rozdělení příjmů a produktivitu výdajů. Na mezinárodní úrovni mohou subvence zvyšovat nebo snižovat mezinárodní interakci a integraci prostřednictvím obchodu. Z tohoto důvodu je mít důkladnou politiku subvencí zásadní, protože její nedostatečnost může potenciálně vést k finančním potížím a problémům nejen pro chudé nebo nízkopříjmové jednotlivce, ale i pro agregovanou ekonomiku jako celek.
Celkově vzato, subvence tvoří podstatnou část vlády a ekonomiky. 

## Kritika
Zatímco spravedlivě rozdělované subvence kultury nebo sportu nepůsobí většinou žádné další problémy, subvence do hospodářství jsou často kritizovány. Tak například subvencované zemědělství má neoprávněnou výhodu oproti zemědělství v sousedních zemích a subvence často narušují férové konkurenční podmínky. Subvencované ceny potravin nebo energie vedou často k plýtvání, subvence jednomu odvětví vyvolávají protesty ostatních a subvence se zejména stávají nečestným způsobem volebního boje: politické strany si subvencemi získávají přízeň části voličů, a to z prostředků vybraných na daních ode všech.
Protože subvence mohou deformovat ceny a narušovat volný obchod, různé mezinárodní organizace a úmluvy je omezují nebo zakazují. Tak Evropská unie zakazuje členským zemím subvence pro národní průmysl, na druhé straně ovšem společně subvencuje zemědělství a podporuje různá strategická odvětví, například výrobu letadel.

## Klasifikace subvencí

### Přímé a nepřímé
Subvence se klasifikují jako přímé, když jde o skutečné peněžní výdaje zaměřené na konkrétní osobu nebo domácnost. Mezi oblíbené příklady patří hotovostní granty a bezúročné půjčky. 
Subvence lze také klasifikovat jako nepřímé, pokud nezahrnují skutečné platby. Příkladem může být zvýšení disponibilního příjmu vyplývající ze snížení ceny základního zboží nebo služby, které vláda prosadila ve formě finanční podpory. 

### Výroba a spotřeba
Výrobní subvence jsou navrženy tak, aby zajistily, že výrobci budou zvýhodněni vytvářením plynulých tržních aktivit prostřednictvím jiných mechanismů kontroly trhu nebo poskytováním hotovostních plateb za výrobní faktory. 
Spotřební subvence prospívají spotřebitelům obvykle prostřednictvím snížení tržní ceny zboží a služeb. Obvykle je používají vlády mnoha rozvojových zemí ve snaze zajistit nejzákladnější potřeby pro své obyvatelstvo.

### Široké a úzké
Úzké subvence jsou takové peněžní transfery, které jsou snadno identifikovatelné a mají jasný záměr. Obvykle se vyznačují peněžním převodem mezi vládami a institucemi nebo podniky a jednotlivci. Klasickým příkladem je vládní platba zemědělci. 
Naopak široké subvence zahrnují jak peněžní, tak nepeněžní subvence a jsou často obtížně identifikovatelné. Široká subvence je méně transparentní. Nejčastějším typem širokých subvencí jsou environmentální externality. 

## Typy

### Výrobní subvence
Výrobní subvence povzbuzuje dodavatele k zvýšení výstupu konkrétního produktu částečnou kompenzací výrobních nákladů nebo ztrát. Cílem výrobních subvencí je více rozšířit výrobu konkrétního produktu tak, aby trh podporoval, ale bez zvýšení konečné ceny pro spotřebitele. Tento typ subvencí se vyskytuje převážně na rozvinutých trzích. Mezi další příklady výrobních subvencí patří pomoc při zakládání nové firmy, průmyslu a dokonce i rozvoji určitých oblastí. 

### Spotřebitelská/spotřební subvence
Spotřební dotace je taková, která dotuje chování spotřebitelů. Tento typ subvencí je nejběžnější v rozvojových zemích, kde vlády dotují takové věci, jako je jídlo, voda, elektřina a vzdělání. 
Důkazy z nedávných studií naznačují, že vládní výdaje na dotace zůstávají v mnoha zemích vysoké a často dosahují několika procent HDP. Spotřebitelská subvence představuje posun poptávky, protože subvence je poskytována přímo spotřebitelům.

### Vývozní subvence
Vývozní subvence je podpora ze strany vlády na produkty, které jsou vyváženy, jako prostředek na podporu obchodní bilance země.
Je známo, že vývozní subvence jsou zneužívány. Někteří vývozci například výrazně přeceňují hodnotu svého zboží, aby měli větší prospěch z vývozní subvence. Vývozní subvence jako taková se může stát sebezničující a ničivou politikou.

### Dovozní subvence
Dovozní subvence je podpora ze strany vlády pro produkty, které jsou dováženy. Dovozní subvence, které jsou vzácnější než vývozní subvence, dále snižují cenu pro spotřebitele za dovážené zboží. Dovozní subvence mají různé účinky v závislosti na předmětu. Například spotřebitelé v dovážející zemi jsou na tom lépe a pociťují zvýšení spotřebitelského blahobytu v důsledku snížení ceny dováženého zboží a také snížení ceny domácího náhradního zboží. Naopak spotřebitelé ve vyvážející zemi zažívají pokles spotřebitelského blahobytu v důsledku zvýšení ceny jejich domácího zboží. V konečném důsledku se dovozní subvence využívá jen zřídka.

### Subvence na zaměstnanost
Subvence na zaměstnanost nebo mzdové dotace udržují pracovní poměr v trvání i v době finanční krize. Pro podniky je to zvláště prospěšné, aby se rychle zotavily po dočasném pozastavení po krizi. Subvence na zaměstnanost umožňují jednotlivým příjemcům alespoň minimální životní úroveň. 

### Daňová subvence
Daňové subvence, známé také jako daňové úlevy, jsou způsobem, jak mohou vlády dosáhnout určitých výsledků, aniž by přímo poskytovaly hotovostní platby. Nabízením daňových úlev může vláda motivovat chování, které je pro ekonomiku nebo společnost jako celek prospěšné. Daňové subvence však mohou mít i negativní důsledky.
Jedním z typů daňových subvencí je odpočet na zdravotní dani, která umožňuje jednotlivcům nebo podnikům odečíst si zdravotní výdaje od svých zdanitelných příjmů. To lze považovat za způsob, jak motivovat lidi, aby upřednostňovali své zdraví a pohodu. Nicméně to může také způsobit deformace v ekonomice tím, že povzbudí lidi, aby utráceli za zdravotní péči více, než by jinak udělali.
Zatímco daňové subvence mohou být účinné při dosahování určitých výsledků, jsou také méně transparentní než přímé hotovostní platby a mohou být obtížné zrušit. Někteří navíc tvrdí, že daňové úlevy nerovnoměrně prospívají bohatým a velkým korporacím, což dále zhoršuje nerovnost příjmů. Proto je důležité, aby vlády pečlivě zvážily potenciální důsledky nabízení daňových subvencí a zajistily, že budou cíleny na dosažení největšího veřejného prospěchu.
Závěrem lze říci, že daňové subvence jsou pro vlády mocným nástrojem k dosažení politických cílů, ale přicházejí s vlastní řadou výzev a omezení. Je důležité, aby tvůrci politik pečlivě zvážili potenciální nechtěné důsledky daňových subvencí a navrhli je tak, aby maximalizovaly jejich přínosy a zároveň minimalizovaly jejich náklady. Kromě toho jsou zapotřebí silné monitorovací a vynucovací mechanismy, aby bylo zajištěno, že daňové subvence jsou využívány správně a nevedou ke zneužívání nebo podvodům.

### Subvence na dopravu
Některé vlády dotují dopravu, zejména železniční a autobusovou, což snižuje dopravní zácpy a znečištění ve srovnání s automobily. V EU se železniční dotace pohybují kolem 73 miliard EUR a čínské dotace dosahují 130 miliard dolarů. Veřejně vlastněná letiště mohou být nepřímou dotací, pokud jsou ztrátová. V mnoha zemích jsou silnice a dálnice financovány z obecných příjmů, spíše než z mýtného nebo jiných vyhrazených zdrojů, které platí pouze uživatelé silnic, což vytváří nepřímou subvenci pro silniční dopravu. 

### Energetické subvence
Energetické subvence mohou být přímé peněžní převody dodavatelům, zákazníkům nebo souvisejícím orgánům, stejně jako nepřímé podpůrné mechanismy, jako jsou daňové výjimky a odpočty, cenové kontroly, obchodní omezení a omezení přístupu na trh.

#### Subvence fosilních paliv
Dotace na fosilní paliva jsou energetické subvence. Mohou to být daňové úlevy na spotřebu, jako je například nižší daň z prodeje zemního plynu pro vytápění obytných domů; nebo subvence na produkci, jako jsou daňové úlevy na průzkum ropy. Nebo to mohou být bezplatné či levné negativní externality; jako je znečištění ovzduší nebo změna klimatu v důsledku spalování benzínu, nafty a leteckého paliva. Některé subvence fosilních paliv jsou prostřednictvím výroby elektřiny, jako jsou dotace na uhelné elektrárny.

### Subvence na bydlení
Subvence na bydlení jsou určeny na podporu stavebnictví a vlastnictví domů. Subvence na bydlení mohou mít dva typy; pomoc se zálohami a dotace na úrokové sazby. Odpočet úroků z hypotéky od federálního daňového příjmu představuje největší dotaci úrokových sazeb. Jako nástroj bytové politiky také subvence na bydlení pomáhají jednotlivcům s nízkými příjmy získat a udržet si bydlení. 

## Ekonomické efekty
Konkurenční rovnováha je stav rovnováhy mezi kupujícími a dodavateli, ve kterém množství poptávané po zboží je množství dodávané za stanovenou cenu. Když cena klesá, poptávka po množství překročí rovnovážné množství, naopak snížení nabídky statku nad rovnovážné množství implikuje zvýšení ceny. Účinkem subvence je posunutí křivky nabídky nebo poptávky doprava (tj. zvýšení nabídky nebo poptávky) o výši subvence. Pokud spotřebitel dostává dotaci, nižší cena zboží vyplývající z marginální subvence na spotřebu zvyšuje poptávku a posouvá křivku poptávky doprava. Pokud dodavatel dostává dotaci, zvýšení ceny (výnosu) vyplývající z marginální subvence na výsledky výroby zvyšuje nabídku a posouvá křivku nabídky doprava.
Za předpokladu, že trh je v dokonale konkurenční rovnováze, subvence zvyšuje nabídku zboží nad rámec rovnovážného konkurenčního množství. Nerovnováha způsobuje ztrátu mrtvé váhy. Ztráta mrtvé váhy z dotace je částka, o kterou náklady na dotaci převyšují zisky z dotace. Velikost ztráty mrtvé váhy závisí na výši subvence. To je považováno za selhání trhu nebo neefektivitu. Subvence zaměřené na zboží v jedné zemi tím, že snižují cenu tohoto zboží, zlepšují jeho konkurenceschopnost vůči zahraničnímu zboží, čímž snižují zahraniční konkurenci.
Subvence vytvářejí vedlejší efekty v jiných hospodářských sektorech a odvětvích. Dotovaný produkt prodávaný na světovém trhu snižuje cenu zboží v jiných zemích. Vzhledem k tomu, že subvence mají za následek nižší příjmy výrobců z cizích zemí, jsou zdrojem napětí mezi Spojenými státy, Evropou a chudšími rozvojovými zeměmi. Zatímco subvence mohou průmyslu poskytnout okamžité výhody, z dlouhodobého hlediska se mohou ukázat jako neetické a negativní. Subvence jsou určeny na podporu veřejného zájmu, mohou však porušovat etické nebo právní principy, pokud vedou k vyšším spotřebitelským cenám nebo diskriminují některé výrobce ve prospěch jiných. V závislosti na jejich povaze jsou subvence odrazovány mezinárodními obchodními dohodami, jako je Světová obchodní organizace (WTO). 